# Kunoichi
Kunoichi (くノ一?, Kunoichi) è un termine che indica un ninja di sesso femminile 
o una praticante del ninpō. Si ritiene che fossero spie, ladre, assassine e sabotatrici e che agissero in segreto. Una donna ninja non solo destava meno sospetti di un uomo, ma aveva anche la possibilità di tentare di sedurre personaggi influenti per ottenere informazioni oppure al fine di assassinarli in tranquillità nel sonno.
Sebbene le kunoichi siano apparse in molte opere creative, inclusi romanzi, fiction televisive, film e manga, gli storici dell'università di Mie sono giunti alla conclusione che non esistono testimonianze storiche affidabili riguardanti l'esistenza di donne ninja. Ad ogni modo, il Bansenshukai (manuale per ninja del tardo diciassettesimo secolo) descrive una tecnica chiamata "kunoichi-no-jutsu (くノ一の術), in cui si adopera una donna per l'infiltrazione e la raccolta di informazioni.

## Etimologia
Si pensa che il termine derivi dal nome dei kana che ricordano i tre tratti che compongono il kanji 女 (onna, «donna»); nell'ordine in cui si scrivono, sono: く (ku), ノ (no), 一 (ichi), che formano appunto il carattere 女. La scrittura "くノ一" include un carattere di ciascuno dei tre sistemi di scrittura giapponesi: prima hiragana, poi katakana e infine kanji. Mentre hiragana e kanji possono essere utilizzati nella stessa parola, in genere il katakana non può apparire insieme agli altri; ci sono alcune eccezioni, per esempio ゴミ箱 (gomibako, «bidone della spazzatura») e 消しゴム (keshigomu, «gomma da cancellare»). Ku No Ichi significa letteralmente "uno dei nove", a sottolineare che nel Clan Ninja l'elemento femminile aveva pari dignità a tutti gli altri, mentre non era così nella cultura dominante nel Giappone feudale.

## Addestramento kunoichi
Al contrario di molte rappresentazioni, le vere kunoichi non venivano addestrate con i ninja. Il loro addestramento si specializzava nel travestimento, sull'uso dei veleni e, soprattutto, sulla seduzione, sfruttando la loro femminilità a proprio vantaggio. Veniva loro insegnato il combattimento ravvicinato, piuttosto che l'uso di armi a distanza, ed attaccavano corpo a corpo solamente quando venivano scoperte.
Il loro travestimento ruotava solitamente intorno alla figura della geisha, e cercavano di essere più vicine possibile alla vittima, che dopo aver sedotto, avvelenavano. 
Le kunoichi nascondevano le loro armi all'interno dei loro abiti, come gli aghi avvelenati nelle acconciature. Erano anche addestrate nell'usare oggetti comuni come armi, per esempio usare le loro scarpe di legno per fratturare ossa, nascondere una lama nel loro ventaglio o usare un ombrello come uno scudo.
L'arma da loro più usata era il neko-te, delle unghie metalliche che venivano poste sulle dita e legate tramite dei nastri di pelle. Venivano spesso intrise di veleno, per poi lacerare con esse gli occhi del malcapitato.

## Lista di kunoichi

### Film e serie TV
- Asuka (飛鳥) del film Red Shadow
- The Vixens da Uchū Keiji Shaider/VR Troopers
- Haruka/Yellow Mask da Hikari Sentai Maskman
- Tsuruhime/Ninja White e Flowery Kunoichi Team da Ninja Sentai Kakuranger
- Nanami Nono/HurricaneBlue, Furabijō e Windenu da Ninpū Sentai Hurricaneger
- Shizuka of the Wind di GoGo Sentai Boukenger
- Kei Yamachi/Emiha da Sekai Ninja Sen Jiraiya
- Kunoichi: Lady Ninja, un film giapponese del 1998
- Yori, dalla serie televisiva Kim Possible
- Kunoi da Guerra fra galassie

### Fumetti e cartoni
- Elektra, dal fumetto di Frank Miller
- Chizu, dal fumetto Usagi Yojimbo
- Karai, (nel remake 2012 assieme ad April e Shinigami) da Tartarughe Ninja
- Mai, dalla serie animata Avatar - La leggenda di Aang
- Miho, dal fumetto di Frank Miller Sin City (in seguito film)
- Misty da My Life as a Teenage Robot
- Psylocke dalla serie X-Men
- Rose da American Dragon
- Yumi dal cartone animato Code Lyoko

### Manga e anime
- Akeginu, Oboro, Ogen, Okoi, Kagerō e Hotarubi da Basilisk: I segreti mortali dei ninja
- Azumi, protagonista della serie omonima da cui è stato anche ricavato un film
- Ocho/Kocho nel manga La farfalla assassina: storia di una ninja
- Kaede, Kumade, Mukade e la Signora Yatsude, in Lamù
- Akira Okuzaki (尾久崎 晶), nell'anime Mai-HiME e Mai-Otome
- E-91 nell'episodio 17 dell'anime Sonic X
- Lan Fan nel manga Fullmetal Alchemist
- Himawari, nell'anime Himawari!
- Kaede Nagase, in Negima
- Kasuga, kunoichi al servizio di Kenshin Uesugi nella serie di anime e videogiochi Sengoku Basara
- Kagero (陽炎), nel film d'animazione Ninja Scroll
- Konatsu, un kunoichi maschio dal manga Ranma ½
- Koyuki Azumaya, nell'anime Keroro
- Mahiro, nell'anime Samurai Deeper Kyo
- Megumi Oka (岡めぐみ), dall'anime Vultus V
- Makimachi Misao, nel manga e anime Kenshin Samurai vagabondo
- Miko Mido e altre kunoichi della serie La Blue Girl
- Minky Momo quando si trasforma in Kunoichi Momo nell'anime (episodio 15) del 1991 Il magico mondo di Gigì
- Sakura Haruno, Tenten, Ino Yamanaka, Temari, Kurenai Yuhi, Konan, Karin, Hinata Hyuga, Anko Mitarashi, Kushina Uzumaki, Tsunade e Shizune dalla serie Naruto
- Sugaru, donna nukenin dell'arco narrativo Onnazaemon della serie L'invincibile Ninja Kamui, e proveniente anch'ella dal clan Iga
- Yatsuha di Samurai Champloo
- Yamame e Hotaru, da Kage Kara Mamoru!
- Sayoko, da Code Geass
- Shigure Kōsaka, dal manga Shijō Saikyō no Deshi Kenichi
- Shinobu, dall'anime 2x2 = Shinobuden
- Quella di ninja è una delle trasformazioni a disposizione delle protagoniste di HappinessCharge Pretty Cure!
- I personaggi della serie In the Heart of Kunoichi Tsubaki
- Makio, Suma e Hinatsuru dalla serie Demon Slayer

### Videogiochi
• Akali, da League of Legends 
- Akane, da Shining the Holy Ark
- Ayame (彩女) e Rin (凛), dalla serie Tenchu
- Ayame, da Power Stone
- Ayame, da Suikoden III
- Hibana (緋花), da Nightshade (Kunoichi in Giappone)
- Ibuki dalla serie Street Fighter
- Izuna, da Izuna: Legend of the Unemployed Ninja
- Kaede, da Onimusha
- Tsuki-Kage, madre di Kage-Maru da Virtua Fighter
- Kasumi e Ayane dalla serie Dead or Alive
- Kat e Ana dalla serie WarioWare
- Kinu, membro del clan ninja Asuka in Shinobido: Way of the Ninja
- Kitana, Mileena, Jade e Skarlet dalla serie Mortal Kombat
- Kunimitsu dalla serie Tekken
- Kunoichi da Samurai Warriors
- Kurenai da Red Ninja
- Mai Shiranui dalla serie Fatal Fury
- Maki Genryusai da Final Fight 2, Capcom vs. SNK 2, e le versioni per GBA e PlayStation Portable di Street Fighter Alpha 3
- Momiji di Ninja Gaiden Dragon Sword
- Il Mosu Ninja clan, gruppo di kunoichi da Shinobido: Way of the Ninja
- Naoe Fujibayashi da Assassin's Creed Shadows
- Le sorelle Okuni e Kurenai da Sengoku 3
- Ora da Mark of the Ninja
- Sheena Fujibayashi da Tales of Symphonia
- Sheik da The Legend of Zelda
- Suzu Fujibayashi da Tales of Phantasia
- Taki dalla serie Soulcalibur
- Yae dalla serie Ganbare Goemon
- Yuffie Kisaragi da Final Fantasy VII
- Yukimaru (雪丸), da Disgaea 2: Cursed Memories